# وثينة
وَثِيْنَة (الاسم العلمي: Acilius)، جنس حشرات خنفسية من فصيلة العوميات من مواطن القارة الشمالية وعادًة ما يكون لها دورة حياة أحادية.
على الرغم من انتشار بعض أنواعه، فإن أحد أنواعه، A. duvergeri ، مُدرج على أنه معرض للخطر في القائمة الحمراء للاتحاد الدولي لحفظ الطبيعة (IUCN).

## الأنواع
يشمل جنس الوثينة على ثلاثة عشر نوعًا توجد ضمن جُنيسين

جُنيس Acilius:
- Acilius abbreviatus Aubé, 1838
- Acilius athabascae Larson, 1975
- Acilius canaliculatus (Nicolai, 1822)
- Acilius confusus Bergsten, 2006
- Acilius fraternus (Harris, 1828)
- Acilius japonicus Brinck, 1939
- Acilius kishii Nakane, 1963
- Acilius mediatus (Say, 1823)
- Acilius semisulcatus Aubé, 1838
- Acilius sinensis Peschet, 1915
- Acilius sulcatus (كارولوس لينيوس، 1758)
- Acilius sylvanus Hilsenhoff, 1975

جُنيس Homoelytrus
- Acilius duvergeri Gobert, 1874

## أنواع منقرضة
هذه الأنواع الثلاثة المنقرضة معروفة فقط من المستحثات:
- †Acilius florissantensis Wickham, 1909
- †Acilius oeningensis (Heer, 1847)
- †Acilius praesulcatus Lomnicki, 1894